# 陽和山莊
陽和山莊位於重慶市奉節縣吐祥鎮陽和村一組，文物遺址年代為清代，2009年12月15日列為第二批重慶市文物保護單位。